# Days and Nights
Days and Nights (bra: Dias em Família; prt: Dias e Noites) é um filme estadunidense de 2013, do gênero comédia dramática, escrito e dirigido por Christian Camargo, baseado na peça teatral "A Gaivota", de Anton Tchekhov.

## Sinopse
Na década de 1980, a estrela de cinema Elizabeth resolve viajar com a família para uma pequena localidade no interior da Nova Inglaterra — e o que era para ser diversão e descanso se converte num fim de semana desastroso, em que cada membro da família terá que enfrentar suas fragilidades e infortúnios.